# ストゥアッラ・ニービ
ストゥアッラ・ニービ（サーミ語：Stuorra niibi、Stuorra＝大きな、niibi＝ナイフ）は、ラピン・レウク（フィンランド語: Lapinleuku、ラップランドのナイフ。単にレウク、フィンラドのナイフであるプーッコからラピン・プーッコ（フィンランド語: lapinpuukko）とも）、これを英語に転写したラップランドナイフ、サーミ人のナイフであることからサーミナイフ（英語: Sami Knife）等の呼称で知られるサーミ人の伝統的なナイフ。
刀身は長く、幅広い頑丈なもので、動物の解体、ラーブ（サーミ人の移動用住居）の支柱を小さな木から切り取る、藪をなぎ払う、骨を砕いたり肉を切り取る、雪中に枯れ木や倒木が埋もれた場合に斧の代用として立ち枯れした木から薪を採取する等のような軽い切断作業に適している。典型的な刀身長は200mmから450mm。マチェテやショートソードに相当する最大級のナイフである。
柄は降雪時にも握りやすくするため一般的に樺材である。これは、取り回しをたやすくすることにもつながっており、とりわけ抜刀に際しては手袋をしたまま握る場合や、手がかじかんだ場合にも適応している。刀身は柄の中まで通じた刀心（なかご）を有する構造で、鍔は持たない。伝統的な鞘はトナカイの革で作られる。
多くの場合刃は、単一の平坦な角度を有するスカンジナビア風に研がれる。刀身はトナカイの骨を断ち切るに十分な強度を有し、低温に耐えるように焼き戻される。刀身に樋を有するものも存在している。
サーミ人はより小型ナイフであるウーナ・ニーバス（Unna Niibas）とストゥアッラ・ニービを使い分け、さらに大型のスクラマサクスに相当するヴァキプーッコ（Väkipuukko）も用いていた。